# Zoran Mustur
Zoran Mustur (in serbo Зоран Мустур?; Castelnuovo, 12 luglio 1953) è un ex pallanuotista e allenatore di pallanuoto jugoslavo, vincitore di una medaglia d'argento alle olimpiadi di Mosca 1980.

## Carriera
Ha giocato con le calottine di Jadran Herceg Novi, Korcula e Callidarium Palermo.

### Allenatore
Inizia la carriera al Fanfulla Lodi, mentre dal 1991 al 1995 è al  Telimar Palermo. Nel 2000 si trasferisce al  Brescia, dove conquista uno scudetto e tre Coppe LEN. Nel 2006 allena il Cosenza, nel 2008 passa allo Jadran Herceg Novi, mentre nel 2011 si trova alla Rari Nantes Imperia. Dal 2015 è al Neptunes a Malta, e nell'estate 2018 assume l'incarico di allenatore del Telimar Palermo. Nell'aprile 2019 viene sollevato dall'incarico per i risultati negativi precedentemente ottenuti dalla squadra. , nel 2022  lascia la panchina del Korkula